# Seventh Sojourn
Seventh Sojourn — восьмой (седьмой в этом составе) студийный альбом британской прогрессивной рок-группы Moody Blues, выпущенный в октябре 1972 года. Альбом достиг 5-го места в Великобритании и стал первым альбомом группы, возглавившим американские чарты, продержавшись там пять недель на первом месте.
| Оценки критиков | Оценки критиков |
| Источник        | Оценка          |
| --------------- | --------------- |
| AllMusic        | [ 1 ]           |
| Rolling Stone   | (Благоприятный) |
| Uncut           | [ 3 ]           |

## Об альбоме
Альбом представляет собой сборник песен без концептуальной темы, продолжающий стиль двух своих предшественников, A Question of Balance и Every Good Boy Deserves Favour. По словам басиста Джона Лоджа, «альбом был очень свободно основан на идее „Кентерберийских рассказов“ Чосера. Так развивался Seventh Sojourn: мы рассказывали истории, но музыкально».
«New Horizons» гитариста Джастина Хейворда были вдохновлены потерей. Он объясняет: «Это было действительно тяжёлое время в моей жизни. Я не так давно потерял отца. Вокруг меня было довольно много смертей, и мне приходилось с этим справляться и решать, как с этим справляться, что делать и как это пережить. Для меня это очень трогательно».
Рэй Томас вспоминает, как написал свою тоскливую песню о любви «For My Lady»: «Это было как раз после моего развода. По сути, я хочу сказать, что отдал бы жизнь за нежную леди».
Песня клавишника Майка Пиндера «When You’re a Free Man» адресована Тимоти Лири, который подружился с группой после выхода их песни « Legend of a Mind». В то время Лири был заключён в тюрьму по обвинению в хранении марихуаны. В более позднем интервью Пиндер защищает Лири: «Он выдающийся гуманист с колоссальной способностью объединять людей. Он притягателен и притягивает как отрицательную, так и положительную энергию».
Лодж написал «I’m Just a Singer (In a Rock and Roll Band)» в ответ фанатам, которые ошибочно прочли мудрость гуру в текстах группы.
Альбом примечателен тем, что Майк Пиндер использовал новый клавишный инструмент, чемберлин, наряду со своим знакомым меллотроном.

## Список композиций
| №  | Название               | Автор(ы)        | Ведущий вокал | Длительность |
| -- | ---------------------- | --------------- | ------------- | ------------ |
| 1. | «Lost in a Lost World» | Майк Пиндер     | Пиндер        | 4:42         |
| 2. | «New Horizons»         | Джастин Хейворд | Хейворд       | 5:11         |
| 3. | «For My Lady»          | Рэй Томас       | Томас         | 3:58         |
| 4. | «Isn't Life Strange»   | Джон Лодж       | Лодж, Хейворд | 6:09         |

| №                   | Название                                      | Автор(ы)            | Ведущий вокал          | Длительность |
| ------------------- | --------------------------------------------- | ------------------- | ---------------------- | ------------ |
| 5.                  | «You and Me»                                  | Хейворд, Грэм Эдж   | Хейворд, Томас, Пиндер | 4:21         |
| 6.                  | «The Land of Make-Believe»                    | Хейворд             | Хейворд                | 4:52         |
| 7.                  | «When You're a Free Man»                      | Пиндер              | Пиндер                 | 6:06         |
| 8.                  | «I'm Just a Singer (In a Rock and Roll Band)» | Лодж                | Лодж                   | 4:18         |
| Общая длительность: | Общая длительность:                           | Общая длительность: | Общая длительность:    | 39:29        |

## Участники записи
- Джастин Хейворд ― вокал, гитары
- Джон Лодж ― вокал, бас-гитара, виолончель, акустическая гитара
- Рэй Томас ― вокал, флейта, тамбурин, саксофон, гобой
- Майк Пиндер ― вокал, клавишные, виолончель
- Грэм Эдж ― барабаны, перкуссия